# Ampelgonum microcephalum
Ampelgonum microcephalum là một loài thực vật có hoa trong họ Rau răm. Loài này được (D. Don) M.A. Hassan mô tả khoa học đầu tiên năm 1993.